# Conservatorio de Música Simón Bolívar
El Conservatorio de Música Simón Bolívar (en sus siglas CMSB) es una institución de educación musical ubicada en la Calle Sanabria de la parroquia El Paraíso, Caracas.
Fundado en el año 1975 por el maestro José Antonio Abreu, con el propósito de consolidar la formación de los miembros del Sistema Nacional de Orquestas y Coros Juveniles e Infantiles de Venezuela. El CMSB ha formado y graduado con el título de Músico Ejecutante avalado por el Ministerio del Poder Popular para la Educación Superior a un tercio de los integrantes del Sistema
De acuerdo con la filosofía y los objetivos de El Sistema, CMSB vincula la docencia, la investigación y la promoción con la transformación de la imagen académica, y sensibiliza sobre su rol social y liderazgo a través de su labor musical, tecnológica, docente e investigadora.
La sede del CMSB cuenta con 36 aulas totalmente equipadas en las que sus 90 profesores imparten clases en las cátedras de todos los instrumentos orquestales, canto lírico, teoría y solfeo, textura (contrapunto y armonía), historia de la música, estética, música de cámara, práctica orquestal, música venezolana y piano complementario.
Como parte de su misión, el Conservatorio afianza y complementa la educación académica de los miembros de El Sistema en un nivel intermedio, lo que permite el desarrollo del Plan de Docencia Regional, orientado a consolidar centros académicos en los núcleos de El Sistema ubicados en todo el territorio nacional.

## Descripción
El Conservatorio de Música Simón Bolívar fue establecido en el año 1975 bajo la filosofía y la idea del Maestro José Antonio Abreu de que la práctica colectiva de la música debe ser parte integral de la enseñanza, idea muy diferente a la de los conservatorios tradicionales en Venezuela. El CMSB es un centro de formación privado y experimental en el que se forma a jóvenes de nivel intermedio con el fin de darles acceso a actividades de perfil universitario
Su sede tiene treinta y seis aulas y una planta de alrededor de noventa profesores con cátedras en todos los instrumentos orquestales, canto lírico, teoría y solfeo, textura (contrapunto y armonía), historia de la música, estética, música de cámara, práctica orquestal, música venezolana y piano complementario. El CMSB además cuenta con la Sala Iván Adler, un espacio multiuso diseñado para la ejecución musical con capacidad para ciento cincuenta personas. En este se realizan temporadas de conciertos, ciclos de clases magistrales, actuaciones de solistas y grupos de cámara.

### Plan de Estudios
El programa de estudios del Conservatorio Simón Bolívar está diseñado para un período de formación de 8 años durante el cual estudiantes, futuros músicos intérpretes, profesores de música especialistas en instrumentos musicales y / o profesores de compositores podrán adquirir conocimientos y experiencia. profesional y artista con conocimientos teóricos, prácticos de interpretación orquestal, grupal, de cámara y solista.
La edad para ingresar en el Conservatorio  partir de los 14 años de edad; pueden ser miembros de El Sistema (cualquiera de los núcleos del país) o pertenecer a otras academias, conservatorios o escuelas de música del país o del exterior y deben cumplir con los requisitos de inscripción.

### Cátedras
- Cátedra de Lenguaje Musical
- Cátedra de Formas y Análisis
- Cátedra de Historia de la Música
- Música de Cámara
- Práctica Orquestal

#### Cátedras Instrumentales

##### Cuerdas
- Cátedra de Violín
- Cátedra de Viola
- Cátedra de Violoncello
- Cátedra de Contrabajo
- Cátedra de Arpa
- Cátedra de Mandolina Clásica
- Cátedra de Guitarra Clásica

##### Vientos-Maderas
- Cátedra de Flauta
- Cátedra de Oboe
- Cátedra de Clarinete
- Cátedra de Fagot

##### Vientos-Metales
- Cátedra de Corno
- Cátedra de Trompeta
- Cátedra de Trombón
- Cátedra de Tuba

##### Percusión
- Cátedra de Percusión
- Cátedra de Percusión Afrovenezolana

#### Cátedras Líricas
- Cátedra de Canto Lírico
- Cátedra de Canto Popular

#### Piano
- Cátedra de Piano
- Cátedra de Piano Complementario
- Cátedra de Piano Infantil

#### Composición
- Cátedra de Composición
- COEC (Composición para niños)

#### Cursos
- Curso de Orientación a la Expresión Creativa[5]

### Agrupaciones musicales con Sede en el Conservatorio Simón Bolívar
- Banda Sinfónica Juvenil Simón Bolívar
- Orquesta de Guitarras Simón Bolívar
- Orquesta Latino Caribeña Simón Bolívar
- Orquesta Sinfónica Juvenil del Conservatorio de Música Simón Bolívar
- Orquesta Afro-Venezolana Simón Bolívar
- Coro Juvenil del Conservatorio de Música Simón Bolívar
- Orquesta de Rock Sinfónico Simón Bolívar